# Gołuszowice
Gołuszowice  (deutsch: Kreuzendorf, tschechisch Křížovice) ist ein Ort in der Stadt- und Landgemeinde Głubczyce im Powiat Głubczycki der Woiwodschaft Opole in Polen.

## Geographie
Das Angerdorf Gołuszowice liegt drei Kilometer westlich von Głubczyce (Leobschütz) in der Nizina Śląska (Schlesische Tiefebene) an der Gadzówka, einem linken Zufluss der Psina (Zinna). Südlich des Ortes verlaufen die Schienen der stillgelegten Bahnstrecke Racibórz–Krnov.
Nachbarorte von Gołuszowice sind im Osten Głubczyce (Leobschütz), im Süden Nowe Gołuszowice (Neu Kreuzendorf), im Westen Równe (Roben) und im Norden Gadzowice (Schmeisdorf).

## Geschichte

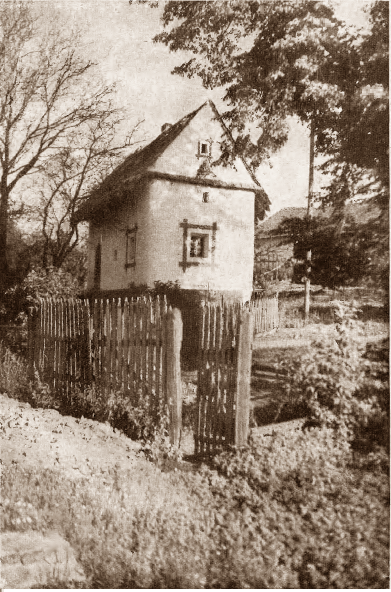
Geburtshaus von Johannes Reinelt in Kreuzendorf

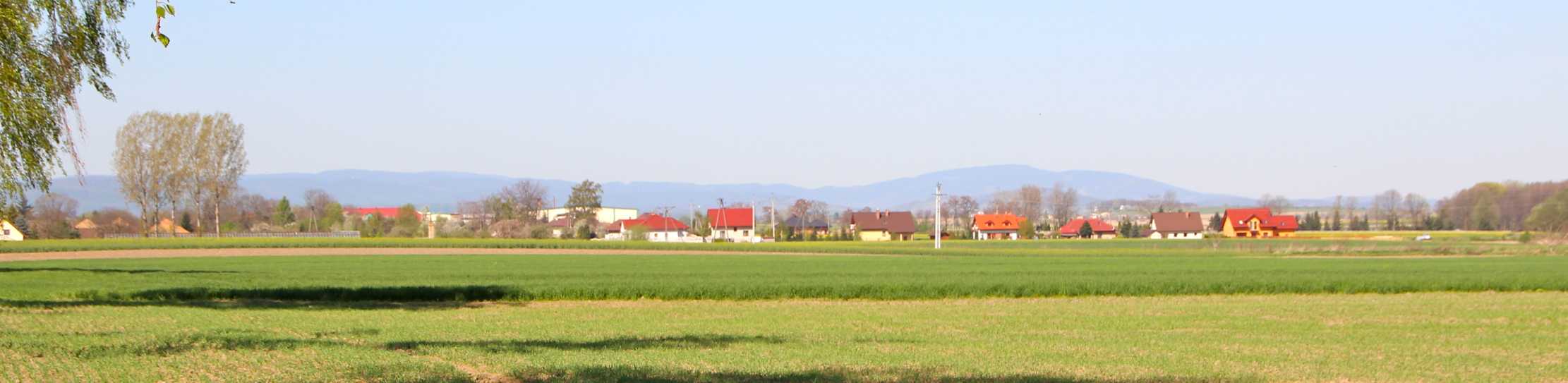
Gołuszowice Panorama (2012)

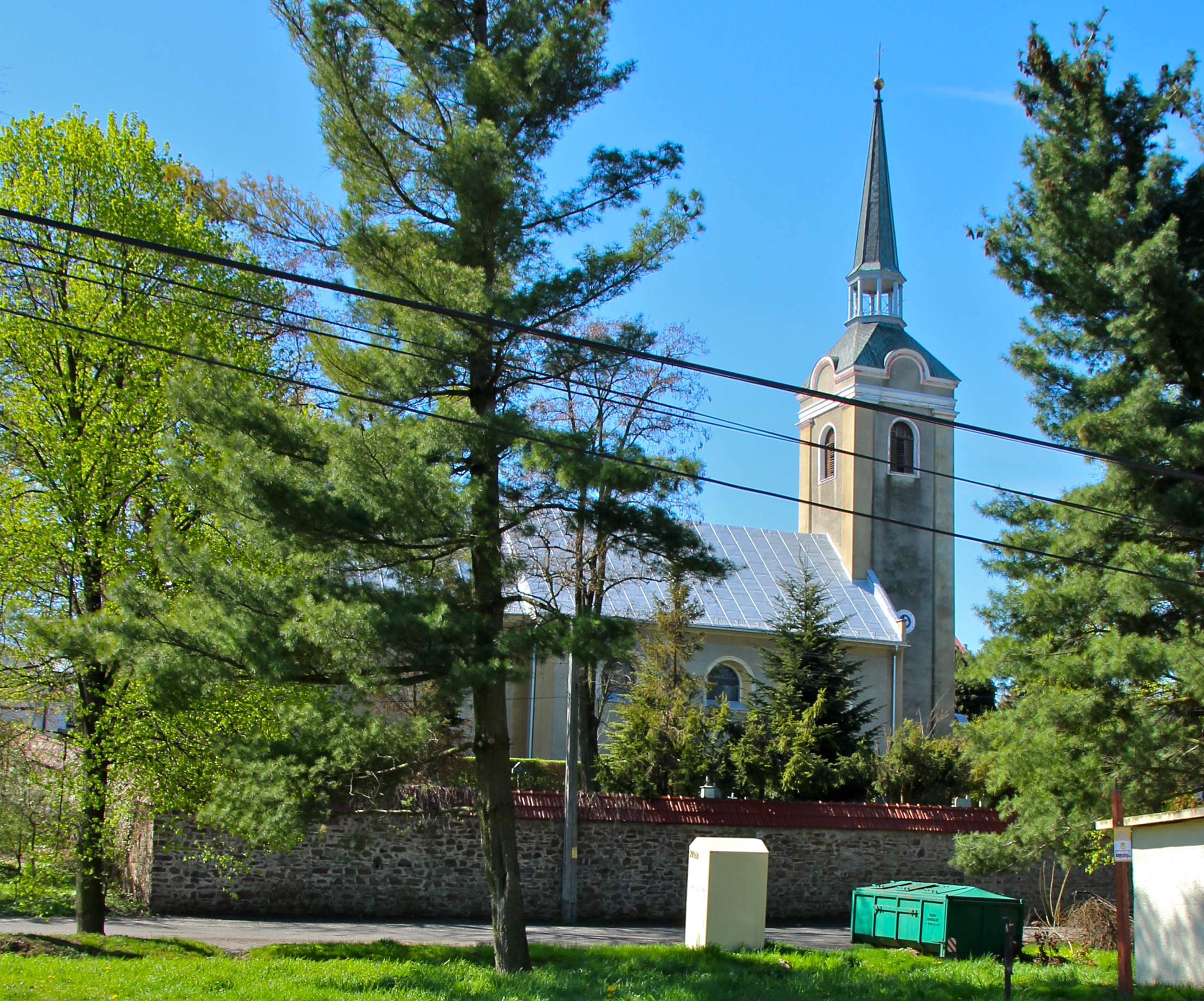
Martinskirche

Für das Jahr 1237 ist Kruczgersdorf als Ortsname überliefert. 1321 wurde der Ort als Holoschviz erwähnt.
Nach dem Ersten Schlesischen Krieg 1742 fiel Kreuzendorf mit dem größten Teil Schlesiens an Preußen.
Nach der Neugliederung der Provinz Schlesien gehörte Kreuzendorf ab 1816 zum Landkreis Leobschütz, mit dem es bis 1945 verbunden blieb. 1845 bestanden im Dorf eine katholische Pfarrkirche, eine katholische Schule, zwei Windmühlen und 120 Häuser. Im gleichen Jahr lebten in Kreuzendorf 738 Einwohner, allesamt katholisch. 1861 zählte Kreuzendorf 40 Bauern-, sieben Gärtner- und 41 Häuslerstellen sowie zwei Windmühlen. Die katholische Schule besuchten damals 217 Schüler. Am 25. September 1873 wurde die Bahnstrecke zwischen Leobschütz und Jägerndorf eröffnet, die südlich des Dorfes verläuft. 1874 wurde der Amtsbezirk Schmeisdorf gebildet, dem die Landgemeinden Blümsdorf, Kreuzendorf, Roben und Schmeisdorf sowie die Gutsbezirke Blümsdorf und Schmeisdorf eingegliedert wurden. Erster Amtsvorsteher war der Erbrichter Dittrich in Kreuzendorf.
1902 wurde in Kreuzendorf eine Fortbildungsschule eingerichtet, ein Jahr später wurde die Freiwillige Feuerwehr gegründet. Im Ersten Weltkrieg wurden zwei Glocken der Martinskirche eingeschmolzen. Bei der Volksabstimmung in Oberschlesien am 20. März 1921, die in der Gegend von bürgerkriegsähnlichen Zuständen begleitet wurde, stimmten in Kreuzendorf 606 Personen für einen Verbleib bei Deutschland und zwei für Polen. Kreuzendorf verblieb wie der gesamte Stimmkreis Leobschütz beim Deutschen Reich. 1933 zählte der Ort 652 Einwohner, 1939 waren es 650 Einwohner. Kurz vor Ende des Zweiten Weltkriegs vor dem Einrücken der Roten Armee, wurde die Dorfbevölkerung am 17. März 1945 gegen 22 Uhr mit dem Zug evakuiert. Die Züge fuhren in Richtung Passau.
Als Folge des Zweiten Weltkriegs fiel Kreuzendorf mit dem größten Teil Schlesiens an Polen. Nachfolgend wurde es in Gołuszowice umbenannt und der
Woiwodschaft Schlesien angeschlossen. Im Mai 1945 kam ein Teil der geflüchteten Dorfbevölkerung zurück. Am 12. Juni 1946 wurde die verbliebene deutsche Bevölkerung aus Gołuszowice vertrieben. 1950 wurde Gołuszowice der Woiwodschaft Opole eingegliedert. Seit 1999 gehört es zum Powiat Głubczycki.

### Gemeindevorsteher (bis 1945)
- 1913–1919 Oswald Reisch
- 1919–1921 Eduard Kunisch
- 1921–1929 Johann Reske
- 1929–1931 Erhard Reske
- 1931–1938 Eduard Kunisch
- 1938–1946 Josef Franke

## Sehenswürdigkeiten

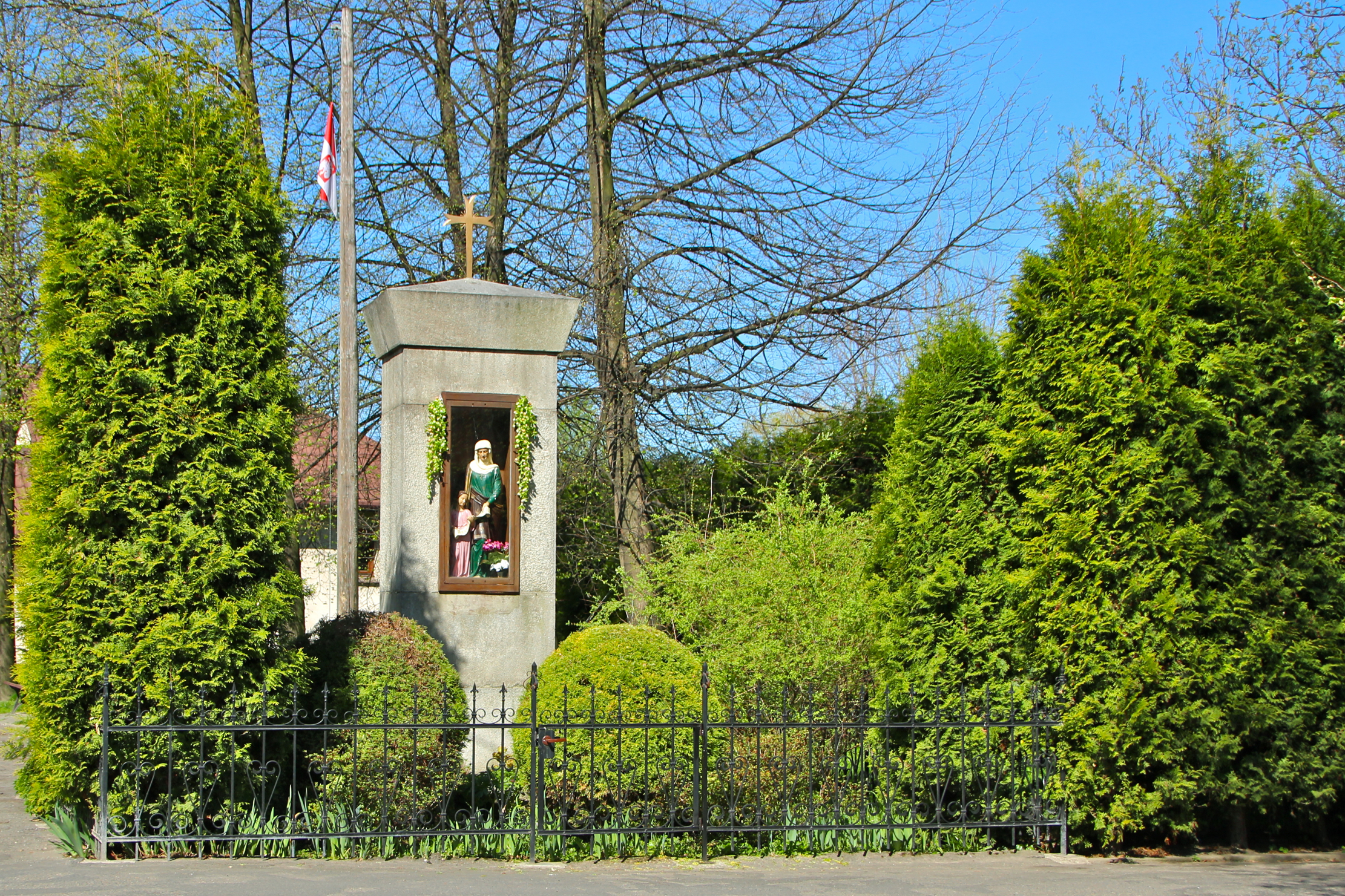
Ehemaliges Gefallenendenkmal – heute Wegekapelle

- Die römisch-katholische Martinskirche (Kościół św. Marcina) wurde im 16. Jahrhundert errichtet und 1718 und 1837 um- und ausgebaut. Die Kirche steht seit 1954 unter Denkmalschutz.[7]
- Steinerne Kapelle mit Marienstatue – ehemaliges Gefallenendenkmal von Kreuzendorf[8]
- Steinerne barocke Wegekapelle mit Jesusstatue
- Steinerne Wegekapelle mit Marienstatue
- Mehrere steinerne Wegekreuze
- Hölzerne Wegekreuze
- Denkmal für Papst Johannes Paul II.

## Söhne und Töchter des Ortes
- Johann Beck (1706–1777), Missionar der Herrnhuter Brüdergemeine
- Johannes Reinelt (1858–1906), Schriftsteller und Dialektdichter, schrieb unter dem Pseudonym Philo vom Walde